# Râul Leica, Câlniștea
Râul Leica este un râu din România, afluent al râului Câlniștea. 

## Hărți
- Angheluță Vădineanu, Carmen Postolache, Georgia Cosor, Teodora Pălărie, Costel Negrei, Magdalena Bucur - Case Study Report - The Neajlov Catchment - [nefuncțională]